# Bandeira da Bretanha

Bandeira da Bretanha

A bandeira da Bretanha chama-se Gwenn-ha-du, que significa branca e preta em Bretão. É também usada não-oficialmente no département de Loire-Atlantique, embora este pertença à région Pays de la Loire e não à région Bretã, devido ao território de Loire-Atlantique ser historicamente parte da província da Bretanha. A sua préfecture (prefeitura), Nantes (Naoned), foi em tempos uma das duas cidades capitais da Bretanha.
As dimensões da bandeira não são específicas, e podem variar entre 9:14 cm e 8:12 m. A bandeira é usada não só por associações culturais ou autonomistas mas também pelo público em geral. Durante anos as autoridades consideraram a bandeira um símbolo separatista, mas a atitude mudou, e a bandeira, já sem qualquer conotação política, pode aparecer em qualquer lado, até em edifícios públicos juntamente com outras bandeiras oficiais. O modelo dos arminhos pode variar, mas a versão mais frequentemente vista é mostrada aqui.
Alguns Bretões dizem que esta é a única bandeira do mundo que não tem quaisquer cores, o que é incorrecto (Ceuta, Cornualha e Lisboa são outras), mas certamente é a única bandeira do mundo que numa parada é transportada com o braço esticado acima da cabeça. 
A bandeira foi criada em 1923 por Morvan Marchal (1900-1963, um militante Bretão nacionalista). Ele inspirou-se nas bandeiras dos Estados Unidos e da Grécia, dois países vistos na altura como símbolos da liberdade e democracia.
As nove listas horizontais representam as dioceses tradicionais da Bretanha em que historicamente o ducado foi dividido. As cinco listas negras representam as dioceses de Dol-de-Bretagne, Nantes, Rennes, Saint-Malo e Saint-Brieuc, falantes do Francês ou Gallo, enquanto que as quatro listas brancas representam as dioceses de Trégor, Léon, Cornouaille e Vannes, falantes do Bretão. O cantão de arminhos faz referência às armas ducais da Bretanha.
A bandeira chegou ao grande público durante uma exposição de artes decorativas e industriais em Paris em 1925. Foi adoptada por vários grupos nacionalistas e culturais durante os anos de 1920 e 1930. No entanto, a sua associação com grupos nacionalistas e separatistas durante a Segunda Guerra Mundial levantou suspeitas em torno do uso da bandeira. Uma renovação de interesse pela bandeira aconteceu nos anos de 1960, quando por essa altura perdeu a sua conotação separatista junto da população e se tornou um símbolo amplamente aceite por todos os Bretões. Porém, a velha bandeira de arminhos plena e cruz negra continua a ser usada por alguns indivíduos e grupos.